# Lindsey Collins
Lindsey Collins es una productora y actriz de voz estadounidense. Actualmente trabaja para Pixar, y es la voz de una de las gemelas fanes del Rayo McQueen en Cars, llamada Mía. Antes de ingresar a Pixar, Collins trabajó para Walt Disney Feature Animation (actualmente Walt Disney Animation Studios), donde trabajó como asistente de producción de varias cintas animadas de dicho estudio.
Collis ganó el premio a Mejor Animación en una película animada por Visual Effects Society junto a Andrew Staton, Jim Morris y Nigel Hardwidge por WALL·E.
Entre sus trabajos más importantes está como coproductora de WALL·E, productora de John Carter, y actualmente produce la secuela de Buscando a Nemo, Buscando a Dory.

## Filmografía
- 1995. Pocahontas. Asistente de Producción
- 1996. El jorobado de Notre Dame. Asistente de Producción
- 1997. Hércules. Ayudante de jefe de producción
- 1998. A Bug's Life. Gerente de iluminación
- 1999. Toy Story 2. Gerente del departamento de editorial
- 2002. Buscando a Nemo. Gerente de producción
- 2006. Cars. Voz de Mía
- 2007. Ratatouille. Gerente de producción adicional y voces adicionales
- 2008. WALL·E. Coproductora
- 2012. John Carter. Productora
- 2016. Buscando a Dory. Productora
- 2022. Turning Red. Productora
- 2024. Win or Lose. Productora ejecutiva

### Otros créditos
- 2006. Cars (videojuego). Voz de Mía
- 2008. Presto. Agradecimientos especiales
- 2009. Cars Race-O-Roma (Videojuego). Voz de Mía
- 2010-2011. Mater's Tall Tales. Voz de Mía y voces adicionales
- 2012. Brave. Agradecimientos especiales
- 2013. The Blue Umbrella. Agradecimientos especiales
- 2020 Red

Agradecimientos especiales 